# Distrito de Granada
El distrito de Granada es uno de los veintiún distritos de la Provincia de Chachapoyas, ubicada en el Departamento de Amazonas, en el norte del Perú.  Limita por el noreste con el departamento de San Martín; por el este con la provincia de Rodríguez de Mendoza; por el sur con el distrito de Molinopampa y; por el oeste con el distrito de Quinjalca.

## Historia
El distrito fue creado el 3 de noviembre de 1933 mediante Ley N.º 7877, en el gobierno del Presidente Óscar R. Benavides

## Geografía
Abarca una superficie de 181,41 km² y tiene una población estimada mayor a 480 habitantes. Su capital es el centro poblado de Granada.

## Autoridades

### Municipales
- 2023 - 2026[2]
  - Alcalde: Lenin Cieza Fonseca, de Movimiento Regional Victoria Amazonense.

## Festividades
Las fiestas patronales del pueblo Granada se celebra del 23 al 30 de junio. Como comidas típicas se conoce el sancocho de col con res y papas, el chuño de papa fermentada entre otros.